# Les Âmes grises (film)
Pour le roman initial, voir Les Âmes grises.
Pour plus de détails, voir Fiche technique et Distribution.
Les Âmes grises est un film français réalisé par Yves Angelo et sorti en 2005.

## Synopsis
Durant l'hiver 1917, le meurtre d'une fillette, la jeune « Belle de Jour », met en émoi un paisible village situé non loin de la ligne de front. Autour de ce crime se croisent Destinat, le procureur mystérieux et soupçonnable, le cynique juge Mierck et son inquiétant acolyte, le colonel Matziev. Effaré par ce qu'il découvre, un policier enquête, tout en vivant un drame personnel.

## Fiche technique
- Titre : Les Âmes grises
- Réalisation : Yves Angelo
- Scénario : Yves Angelo et Philippe Claudel, d'après le roman époonyme de Philippe Claudel, paru en 2003 (prix Renaudot)
- Production : Frédéric Brillion et Gilles Legrand
- Musique : Joanna Bruzdowicz
- Photographie : Jérôme Alméras et Yves Vandermeeren
- Montage : Thierry Derocles
- Décors : Loula Morin
- Costumes : Catherine Boisgontier et Pascaline Chavanne
- Budget : 5,34 millions d'euros
- Pays d'origine :  France
- Format : couleur - 1,85:1 - Dolby Surround - 35 mm
- Genre : drame
- Durée : 106 minutes
- Date de sortie : 28 septembre 2005 (Belgique, France)

## Distribution
- Jean-Pierre Marielle : le procureur Pierre-Ange Destinat
- Jacques Villeret : le juge Mierck
- Marina Hands : Lysia Verhareine, l'institutrice amoureuse
- Denis Podalydès : Aimé Lafaille, le policier
- Michel Vuillermoz : le maire
- Serge Riaboukine : Bourrache, l'aubergiste
- Thomas Blanchard : le soldat Yann Le Floc
- Agnès Sourdillon : Joséphine Maulpas
- Franck Manzoni : le colonel Matziev
- François Loriquet : Le Contre, l'instituteur fou
- Nicole Dubois : Barbe, la servante du procureur
- Joséphine Japy : "Belle de jour", la jeune fille de l'aubergiste
- Camille Panonacle : Clémence Lafaille, la femme du policier, enceinte
- Grégory Gadebois : le soldat Maurice Rifolon
- Henri Courseaux : le docteur Victor Desharet
- Swann Arlaud : l'ordonnance ; le soldat de la rixe aveugle
- Alexandre Hamidi : Edmond Gachentard, l'homme à la carabine
- Luc Bataini : Bréchut
- Nathalie Bécue : la femme dans l'église
- Marcel Leguilloux : Croûteux, le greffier du juge Mierck
- Daniel Isoppo : Fauvel, le jeune déserteur accusé
- Jean-Michel Lahmi : l'autre déserteur accusé
- Claude Andrzejewski : le chirurgien
- Cyrille Thouvenin : le soldat de la rixe amputé
- Marius Colucci : un Soldat de la rixe
- Jean-Marie Bodelin : l'ouvrier de la rixe poignardé
- Serge Puchot : l'ouvrier de la rixe
- Antoine Chain : un soldat (hôpital)
- Vladislav Galard : le soldat qui gémit
- Eric Debrosse : le chasseur
- Irène Grandaham : la secrétaire
- Céline Clément : l'infirmière
- Jeanne Paulmier : la petite fille à l'école
- Marc Susini : le gendarme #1
- Patrick Pierron : le gendarme #2

## Autour du film
- Le film a été tourné dans le département de Meurthe-et-Moselle, au cours de l'hiver 2004-2005 en Lorraine à Dombasle-sur-Meurthe[1], la ville natale de Philippe Claudel, également à Nancy, à l'école de Ville-sur-Saulx, et à Vic-sur-Seille.
- Les obsèques de l'institutrice ont été tournées à l'église de Théméricourt (Val-d'Oise).
- Le retour de permission des soldats (au moment de la désertion de deux d'entre eux) a été tourné entre Vigny et Théméricourt (Val-d'Oise).

## Accueil critique
- Thomas Sotinel (Le Monde)[2], estime que « malgré les décors soignés, les éclairages impeccables, la seule accumulation des monstruosités et des travers, des catastrophes et des fiascos, finit par constituer une fantasmagorie accablante ».
- Dans Le Temps[3], Thierry Jobin écrit que « Yves Angelo cherche midi à 14 heures et poursuit son illustration appliquée d'une France frigorifiée par l'hiver et la guerre », ajoutant néanmoins que le film « vibre par moments, surtout grâce à ses comédiens qui font craquer ses cadres stricts et son décorum funèbre ».
- Emmanuel Burdeau note dans les Cahiers du cinéma[4] que le film « ressemble aussi à un téléfilm cher ou, mieux, à son tournage » ; si, poursuit-il, « la reconstitution y gagne par endroits une heureuse proximité (...), le dosage de peinture pompière et de making of se stabilise globalement en mauvais rictus d'arrogance et de dérision mêlées ».